# Hendrik Verwoerd
Hendrik Frensch Verwoerd (Amsterdam, 8 september 1901 – Kaapstad, 6 september 1966) was een Zuid-Afrikaanse journalist en politicus van Nederlandse afkomst. Van 1958 tot 1966 was hij premier van Zuid-Afrika. Hij wordt beschouwd als de belangrijkste vormgever van het apartheidssysteem in Zuid-Afrika.

## Biografie

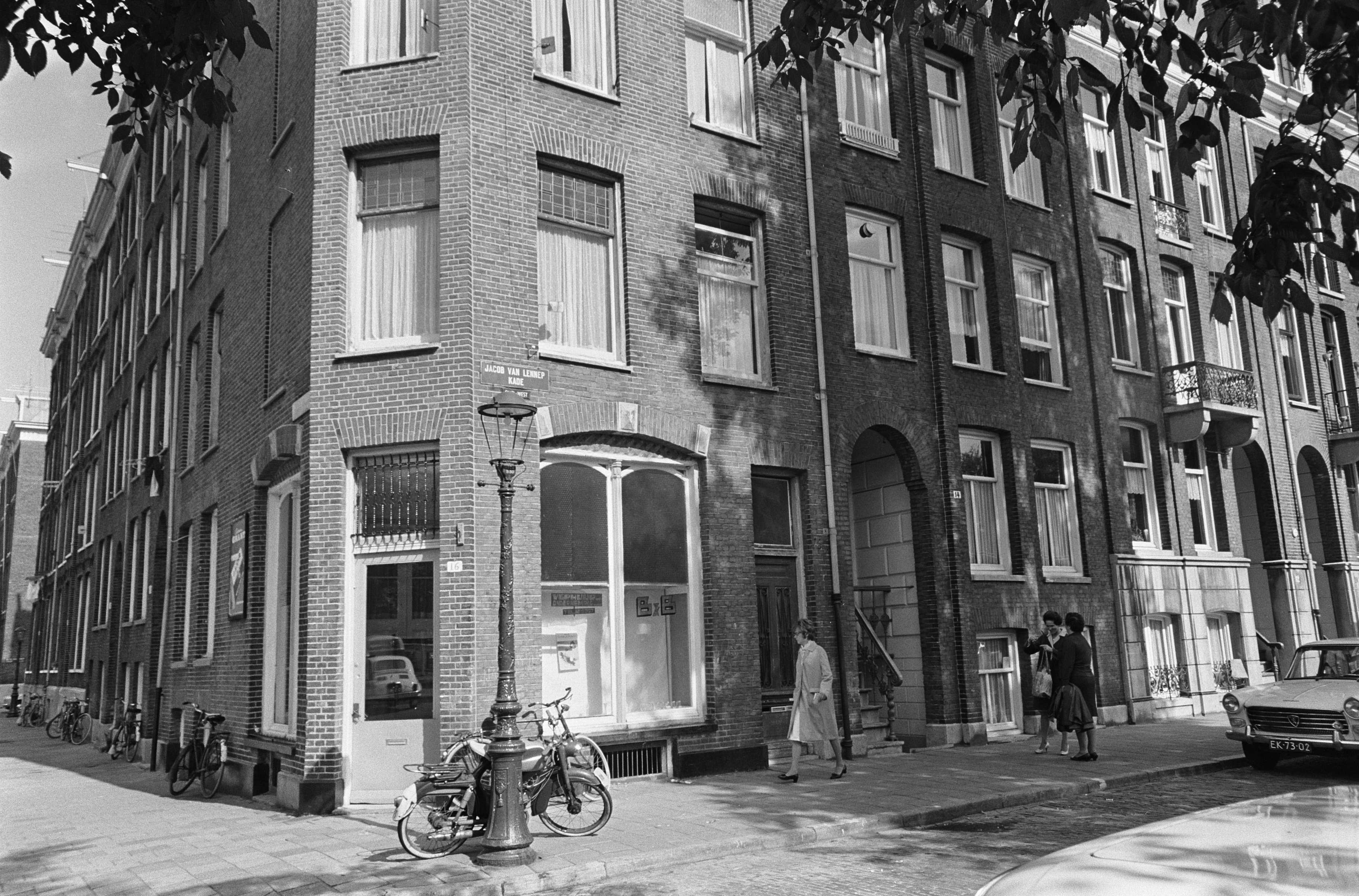
Verwoerds geboortehuis: Jacob van Lennepkade 16, Amsterdam

Verwoerd werd in Amsterdam geboren en emigreerde op tweejarige leeftijd met zijn ouders naar Zuid-Afrika. Vader Wilhelm Verwoerd was zendeling. Verwoerd promoveerde in de psychologie aan de Universiteit van Stellenbosch op een proefschrift in het Afrikaans. Eind jaren twintig studeerde hij enige tijd in Hamburg, Leipzig en Berlijn. In 1928 werd hij tot hoogleraar benoemd. In 1930 maakte hij een reis naar de Verenigde Staten van Amerika.
Van 1937 tot 1943 was Verwoerd hoofdredacteur van de krant Die Transvaler. In die functie ijverde hij voor de culturele verheffing van de Afrikaners. Zijn houding was openlijk antisemitisch. Tijdens de Tweede Wereldoorlog was hij uitgesproken pro-Duits en anti-Brits.

## Architect van de apartheid
In 1950 werd Verwoerd voor de Nasionale Party minister van Naturellen Zaken in het kabinet-Malan. Hij geloofde sterk in de apartheid en was voorstander van blanke suprematie ('blanke baasskap'). In 1958 volgde hij Strijdom op als premier. Als premier ontnam hij kleurlingen het stemrecht (iets wat Malan en Strijdom niet was gelukt) en introduceerde hij het beleid van de Bantoestans of thuislanden, gebieden die moesten worden ingericht om de zwarte bevolking van Zuid-Afrika te huisvesten. Die thuislanden zouden dan later 'zelfbestuur' moeten krijgen. Naast de bantoevolken had hij ook plannen om andere volken zoals de griekwa, khoikhoi en san in thuislanden te laten vestigen. Als reactie op de internationale kritiek op het apartheidsysteem heeft Verwoerd eens gezegd dat hij liever hoorde dat men het systeem omschreef als goed nabuurschap.

## Republiek
In 1961 lukte het Verwoerd om van Zuid-Afrika een republiek te maken. De premiers vóór hem (Malan en Strijdom) was dat niet gelukt, omdat de Verenigde Party en de Engelse minderheid zich daar tegen verzetten. In 1960 verlaagde Verwoerd de stemgerechtigde leeftijd voor blanken van 21 naar 18 jaar en gaf hij de blanken in Zuidwest-Afrika stemrecht. Bij een referendum of Zuid-Afrika een republiek moest worden, sprak 52% van de blanke kiezers zich uit vóór de republiek. Toen Zuid-Afrika een republiek was geworden, zegde Verwoerd naar Iers voorbeeld Zuid-Afrika's lidmaatschap van het Britse Gemenebest op.
In 1994 werd Zuid-Afrika weer lid van het Britse Gemenebest.

## Aanslagen
Op 16 april 1960, in het Milner Park te Johannesburg, werd Verwoerd tijdens de opening van de 'Rand Easter Show' beschoten door David Pratt. Pratt werd krankzinnig verklaard en opgesloten in een inrichting te Bloemfontein, waar hij een paar maanden later zelfmoord pleegde.
In september 1966 werd Verwoerd tijdens een parlementszitting doodgestoken door Dimitri Tsafendas, een klerk van Mozambikaanse afkomst. Hij verklaarde zich samenhangend tijdens verhoren, maar werd ontoerekeningsvatbaar verklaard en overleed in een psychiatrische inrichting.

## Trivia
Verwoerd was gehuwd met Betsie (Elisabeth) Schoombee en ze hadden zeven kinderen: vijf zoons en twee dochters. In 1991 vestigde weduwe Verwoerd zich in de blanke Volksstaat Orania. Daar bracht president Nelson Mandela, die onder het bewind van Verwoerd naar Robbeneiland was gestuurd, haar in 1995 in het kader van zijn verzoeningspolitiek een bezoek. Hij liet zich zelfs door haar meenemen naar het beeld van de voormalige premier, dat ze in haar tuin had laten plaatsen.
Verwoerd was zo'n groot voorstander van absolute apartheid dat hij zelfs geen zwart personeel had. Zijn personeel bestond uit Afrikaners en een Nederlandse butler.